# Demoex (parti)
Demoex var ett lokalt politiskt parti i Vallentuna kommun som grundades 2002 och var medbildare av Direktdemokraterna 2014. Partinamnet Demoex var en förkortning för "Demokratiexperimentet i Vallentuna". Demoex fattade beslut genom direktdemokrati och använde internet för att anordna debatter och omröstningar i politiska frågor på kommunal nivå. År 2014 gick de samman med två andra direktdemokratiska partier, Äkta Demokrati och Aktiv Demokrati, och bildade partiet Direktdemokraterna.

## Verksamhet
Alla invånare i Vallentuna kommun kunde från att de har fyllt 16 år delta i omröstningarna på Demoex webbplats. Resultatet i omröstningarna på internet avgjorde hur Demoex företrädare röstar när Vallentuna kommunfullmäktige fattar beslut. Partiets företrädare hade skrivit under kontrakt. Enligt kontrakten måste företrädarna följa resultaten i omröstningarna. Ingen medlemsavgift togs ut - att delta var gratis.

## Historik
- 2000. Den 3 oktober 2000 arrangerade Vallentuna gymnasium en studiedag på temat "IT och demokrati". Där prövades ett elektroniskt debattsystem, vilket flera deltagare upplevde som en spännande inramning för politisk diskussion. Per Norbäck, lärare vid gymnasiet, tog initiativ till att bilda en politisk förening.
- 2002. Demoex stiftades under våren. Partiet fick tillgång till ett internetbaserat konferenssystem genom Mikael Nordfors, då känd som en pionjär inom direktdemokrati. Demoex ställde upp i val till kommunfullmäktige samma år. Partiet gav inga vallöften, bortsett från en möjlighet till ökat folkligt inflytande i lokalpolitiken genom direktdemokrati. Tidningar, radio och TV uppmärksammade Demoex. I valet erövrade Demoex ett mandat. I kommunfullmäktige företräddes partiet av Parisa Molagholi sedan den 4 november 2002.

- 2004. Demoex demonstrerade 1 maj under parollen "Allmän rösträtt i sakfrågor". Demoex medverkade på Stockholm Social forum.  Vid årsmötet i mars uttalas målsättningen att 100 deltagare ska delta i Demoex omröstningar. Målet nåddes så småningom. Dagens Nyheters ledarskribent Henrik Berggren skrev om Demoex i tidningen.
- 2005. Demoex initiativtagare, Per Norbäck, tilldelades andrapris i utopi-vm vid en prisceremoni på Färgfabriken. I de femtio ärenden som fullmäktige tog upp under året röstade Demoex med den borgerliga koalitionen i 35 ärenden och emot i 13. I två ärenden slutade omröstningarna i jämvikt, varefter Demoex lade ner sin röst i dessa frågor.

De två första motionerna avslogs. Den 20 juni 2005 röstade fullmäktige med förslaget att sätta belysning över ett populärt promenadstråk.
- 2006: Den 20 mars 2006 hade 144 användare registrerats. Av dessa hade 112 har full rösträtt. Demoex genomsnittlige användare var en medelålders man, 30-45 år.
- Valet 2006: Partiet ställde upp i val till kommunfullmäktige även 2006. Demoex valsedel toppades av Parisa Molagholi. Partiet fick 2,9 procent av rösterna och behöll sitt mandat i fullmäktige.
- Valet 2010: Partiet ställde upp i val till kommunfullmäktige även 2010. Demoex valsedel toppades av Per Norbäck. Partiet fick 1,76 procent av rösterna och behöll sitt mandat i fullmäktige.
- 2014: Partiet gick samman med två andra direktdemokratiska partier, Äkta Demokrati och Aktiv Demokrati, och bildade Direktdemokraterna.

## Valresultat
| År   | Röster | %    | Mandat  |
| ---- | ------ | ---- | ------- |
| 2002 | 261    | 1,74 | 1 av 41 |
| 2006 | 471    | 2,85 | 1 av 41 |
| 2010 | 323    | 1,76 | 1 av 41 |